# سیری در نظریه پیچیدگی

کتاب سیری در نظریه پیچیدگی

سیری در نظریه پیچیدگی کتابی است اثر ملانی میچل دانشمند پیشگام در سامانه پیچیده و استاد پژوهشگر مؤسسه سنتا فه و استاد علوم رایانه در دانشگاه ایالتی پورتلند ایالات متحده آمریکا است. این کتاب در سال ۲۰۰۹ منتشر شد.

## محتوای کتاب
ملانی میچل خود می‌گوید، در سال ۱۹۸۴ هنوز اصطلاح سیستم‌های پیچیده را نشنیده بودم، گرچه این گونه اندیشه‌ها پیش از آن به فکرم راه یافته بودند. دانشجوی سال اول دوره تحصیلات تکمیلی علوم کامپیوتر در دانشگاه میشیگان بودم، و هدفم مطالعه بر روی هوش مصنوعی بود، یعنی این که چگونه کامپیوترها را واداریم مانند آدم‌ها فکر کنند.
ایده نوشتن این کتاب وقتی شکل گرفت که برای سخنرانی یادبود اُلم در سانتافه از من دعوت شد _ مجموعه سخنرانی‌های سالانه ای در مورد سیستم‌های پیچیده برای عموم، که به یادبود ریاضیدان بزرگ استانیسلاو لم برگزار می‌شود. عنوان رشته سخنرانی‌های من این بود: گذشته و آینده علوم پیچیدگی.
این کتاب به گفته نویسنده‌اش برای این نوشته شده که نسخه بسیار تعمیم یافته‌ای از آن سخنرانی‌ها باشد؛ نسخه ای که روی کاغذ آمده‌است. این کتاب دربارهٔ پرسش‌هایی است که میچل و عده ای دیگر را در جامعه سیستم‌های پیچیده، در گذشته و حال، مجذوب خود کرده‌است.
این کتاب ۵ بخش اصلی دارد و مجموعاً ۱۹ فصل را شامل می‌شود. بخش‌های کتاب عبارتست از:
- پس‌زمینه و تاریخچه - دربرگیرنده ۷ فصل است: پیچیدگی چیست؟، دینامیک، آشوب، پیش‌بینی، فصل بعدی اطلاعات، محاسبه، تکامل، علم ژنتیک به زبان ساده، و فصل آخر آن تعریف و اندازه‌گیری پیچیدگی است.
- حیات و تکامل در کامپیوترها - شامل ۲ فصل است: برنامه‌های کامپیوتری تولیدمثل‌کننده و الگوریتم‌های ژنتیک.
- محاسبهٔ نمایان - فصل دهم تا چهاردهم کتاب را در بر می‌گیرد: خودکار سلولی، حیات، جهان هستی، فصل بعدی محاسبه با ذرات ۲۴۰، پردازش اطلاعات در سیستم‌های زنده، چگونه قیاس کنید (اگر کامپیوتر هستید) و آینده مدل‌سازی کامپیوتری.
- تفکر شبکه‌ای - شامل فصل‌های زیر است: علم شبکه، کاربرد علم شبکه در شبکه‌های دنیای واقعی، راز میزان شدن و بالاخره تکامل به زبان پیچیده.
- نتیجه‌گیری - شامل فصل نوزدهم است که نام آن گذشته و آینده علوم پیچیدگی است.[۱]

ملانی میچل در این کتاب شرح می‌دهد که چگونه از مجموعه‌هایی بزرگ متشکل از اجزای ساده، رفتار پیچیده سر می‌زند؟ چه چیز باعث می‌شود که حشراتی ساده و مستقل مانند مورچه‌ها این چنین دقیق و پیچیده و هدفمند در قالب گروه کار کنند؟ چگونه تریلیون‌ها نورون چیزی فوق‌العاده پیچیده مانند ذهن را به وجود می‌آورند؟ او به زبان ساده سیر آگاهی بخش را دربارهٔ علوم پیچیدگی در اختیار ما قرار می‌دهد. این علوم مجموعه‌ای گسترده از تلاش‌هایی است که سعی دارند نشان دهند چگونه سیستم‌های کلان پیچیده و نظم‌یافته و سازگاری‌پذیر، از فعل و انفعالات میان اجزای بیشمار آن سیستم شکل می‌گیرند. وی به روشنی کارکرد پیچیدگی میان پدیده‌های زیست‌شناسی، فناوری و اجتماعی را شرح می‌دهد.

## انتشار کتاب
این کتاب ترجمه رضا امیر رحیمی است و توسط نشر نو در سال ۱۳۹۵ در ۵۳۰ صفحه انتشار یافته‌است. چاپ دوم کتاب در سال ۱۳۹۶ از سوی نشر آسیم در ۳۰۰ صفحه منتشر شده‌است.

## جوایز
کتاب سیری در نظریه پیچیدگی در سال ۲۰۰۹ جزو ۱۰ کتاب برتر علمی سایت آمازون قرار گرفت و
در سال ۲۰۱۰ برندهٔ جایزه انجمن فی بتا کاپا شده‌است.

## نظری به متن کتاب
نظریهٔ سیستم‌های دینامیک (یا پویا) دربارهٔ توضیح و پیش‌بینی سیستم‌هایی است که رفتار پیچیده و متغیری را در سطحی کلان به نمایش می‌گذارد که از کنش‌های جمعی تعداد زیادی اجزای برهم‌کنش پدید می‌آید. واژهٔ دینامیک به معنی متغیر است و سیستم‌های دینامیک سیستم‌هایی هستند که در طول زمان به گونه‌ای تغییر می‌کنند. منظومهٔ شمسی، قلب، مغز، همچنین بازار سهام، جمعیت دنیا و آب و هوای جهان از نمونه‌های این سیستم هستند.
اسرار مورچه‌ها در برابر اسرار بسیاری از سیستم‌های طبیعی و اجتماعی که ما پیچیده در نظر می‌گیریم دنیای کوچکی است. هیچ‌کس دقیقاً نمی‌داند چطور جامعه‌ای از ارگانیسم‌های اجتماعی ـ مورچه‌ها، موریانه‌ها، انسان‌ها ـ به صورت جمعی ساختارهای استادانه‌ای می‌سازند که احتمال بقاء جامعه به عنوان یک کل را افزایش می‌دهد. معمای مشابه این است که چطور تشکیلات پیچیدهٔ سیستم‌های ایمنی به مبارزه با بیماری‌ها می‌پردازند، چطور گروهی از سلول‌ها برای تبدیل شدن به چشم یا مغز خود را سازماندهی می‌کنند. چطور اعضای مستقل یک اقتصاد، که هرکدام برای سود خود کار می‌کنند، بازارهای جهانی ساختار یافته و پیچیده را ایجاد می‌کنند و اسرارآمیزتر از همهٔ این‌ها، چطور پدیده‌هایی که ما هوشمند و هوشیار می‌نامیم از زیر لایه‌های غیرهوشمند، و غیرهوشیار ظهور می‌کنند؟
چنین سؤالاتی موضوع سیستم‌های پیچیده هستند؛ زمینه‌ای از تحقیقاتی میان ـ رشته‌ای که در جستجوی توصیف این موضوع است که چطور بسیاری از موجودیت‌های به‌نسبت ساده، خود را سازمان می‌دهند و بدون هیچگونه کنترل مرکزی به سمت سیستمی جمعی حرکت می‌کنند که الگوها را خلق کرده و اطلاعات را مورد استفاده قرار می‌دهد، و در برخی موارد رشد و یادگیری دارند.